# 마이클 왈처
마이클 왈처(Michael Walzer, 1935년 ~)는 미국의 정치 이론가이자 대중 지식인이다. 왈처는 프린스턴 고등연구소의 명예교수이자 잡지 《디센트(Dissent)》의 명예 편집자이다. 그는 전쟁의 정의, 내셔널리즘과 민족, 시온주의, 경제 정의, 사회 비판론 등 다양한 분야의 정치윤리에 관한 저술들로 알려져 있다.

## 같이 보기
- 후고 그로티우스
- 토마스 네이글
- 리처드 로티
- 존 롤스